# Vatica maritima
Vatica maritima is een plant uit de familie Dipterocarpaceae.
Zij komt voor in Indonesië, Maleisië, de Filipijnen en mogelijk in Brunei.